# Landslaget
Landslaget es el nombre de una banda sueca famosa por realizar una mezcla de música folk y pop entre los años 1971 y 1977. La formación principal del grupo se componía de Lasse Lindbom, Maybritte Nicklasson y Hasse Breitholz. El resto de los integrantes cambió a lo largo de la existencia del grupo.
Dicha formación participó en dos ocasiones en el Melodifestivalen:
- 1975 con el tema "Den gamla jukeboxen" ("La Vieja Máquina Tocadiscos"), obteniendo la séptima posición
- Y en 1977 con "Sommarn´65" ("Verano del 65").

## Discografía
- "Tänk om jag vore en flyttfågel..."
- "Öden & Äventyr"
- "Travellin' in our songs"
- "Den gamla jukeboxen"
- "Tusen och en natt"
- "Northern lighta"
- "Levande"